# Ichthyodes maxima
Ichthyodes maxima är en skalbaggsart som först beskrevs av Heller 1914.  Ichthyodes maxima ingår i släktet Ichthyodes och familjen långhorningar. Inga underarter finns listade i Catalogue of Life.